# 成田エアポートレストハウス
成田エアポートレストハウス（なりたエアポートレストハウス、英語: Narita Airport Resthouse）とは、千葉県成田市の成田国際空港敷地内にある唯一のホテルである。

## 特徴
1978年（昭和53年）5月20日に、新東京国際空港（現「成田国際空港」）開港と同時に、空港敷地内唯一のホテルとして開業した。なお成田空港問題により、完成より開業までに数年の開きがあった。
現在に至るまで空港敷地内唯一のホテルであり、第一ターミナルの対向に位置し、同ターミナル北ウィングとは、徒歩で5分程度の距離にある。なお各ターミナルとは、無料のシャトルバスが運行されている。成田国際空港の敷地内にあるため、東京入国管理局の上陸拒否や不法滞在者らを退去強制させるための「一時滞在施設」としても使われている。
ホテルの経営・運営は、成田国際空港で日本航空を始めとする、各航空会社向け国際線機内食のケータリング・旅客機への搭載を主な事業とするティエフケー（旧社名は東京フライトキッチン=Tokyo Flight Kitchen）が行っており、ホテルエントランスと隣接して、同社の本社と本社機内食工場が立地している（厳密にはNAA敷地を賃借している。）
かつて同社は、日本航空が約53%を出資しJALグループに属していたが、2010年11月にシンガポール政府系のSATS社（シンガポール・チャンギ国際空港を経営）の投資子会社に持株が売却されている。
もともとニッコー・ホテルズ・インターナショナル加盟ホテルではないが、JALマイレージバンク会員は直接予約などの条件を満たせば、1宿泊あたり300マイルが加算される。
TFKは、1989年（平成元年）から2007年（平成19年）まで、当ホテルとは別に「ホテル日航ウインズ成田（前:成田ウインズホテル←旧:成田プリンスホテル）」を経営していたが、不動産を売却して撤退した（現「東横イン成田空港」本館）。
NAAは、将来的に第一ターミナル北ウィングの拡張を計画しているが、拡張予定地が当施設に掛かる関係から、ホテルの移転を前提に調整している。
しかし、新滑走路や新旅客ターミナルビル建設の「成田空港再編計画エリア」に位置している関係から、2025年（令和7年）3月末日をもって閉館となる。

## 客室
- シングル
- ツイン/ダブル
- トリプル
- ラグジュアリーツインルーム

宿泊の他、デイユースも可能である。チェックインは15:00-/チェックアウトは11:00だが、同ホテルのウェブサイト経由で予約し、事前に申し出た場合は15:00までのチェックアウト時間の延長が無償で行える。

## 施設
- レストラン：レインボー
- バー：ムーンライト
- 宴会場：ブルースカイ
- 会議室

## 駐車場
前泊した場合、3日間まで1日1,000円、4日目以降は1日につき500円の追加料金にて駐車場を利用可能である。

## アクセス
- 成田国際空港 
  - 第1ターミナル北ウィングより徒歩10分
  - 第1ターミナル1階バス乗り場よりホテル無料シャトルバスで3分
  - 第2ターミナル1階バス乗り場よりホテル無料シャトルバスで5分